# Linia 126 (Infrabel)

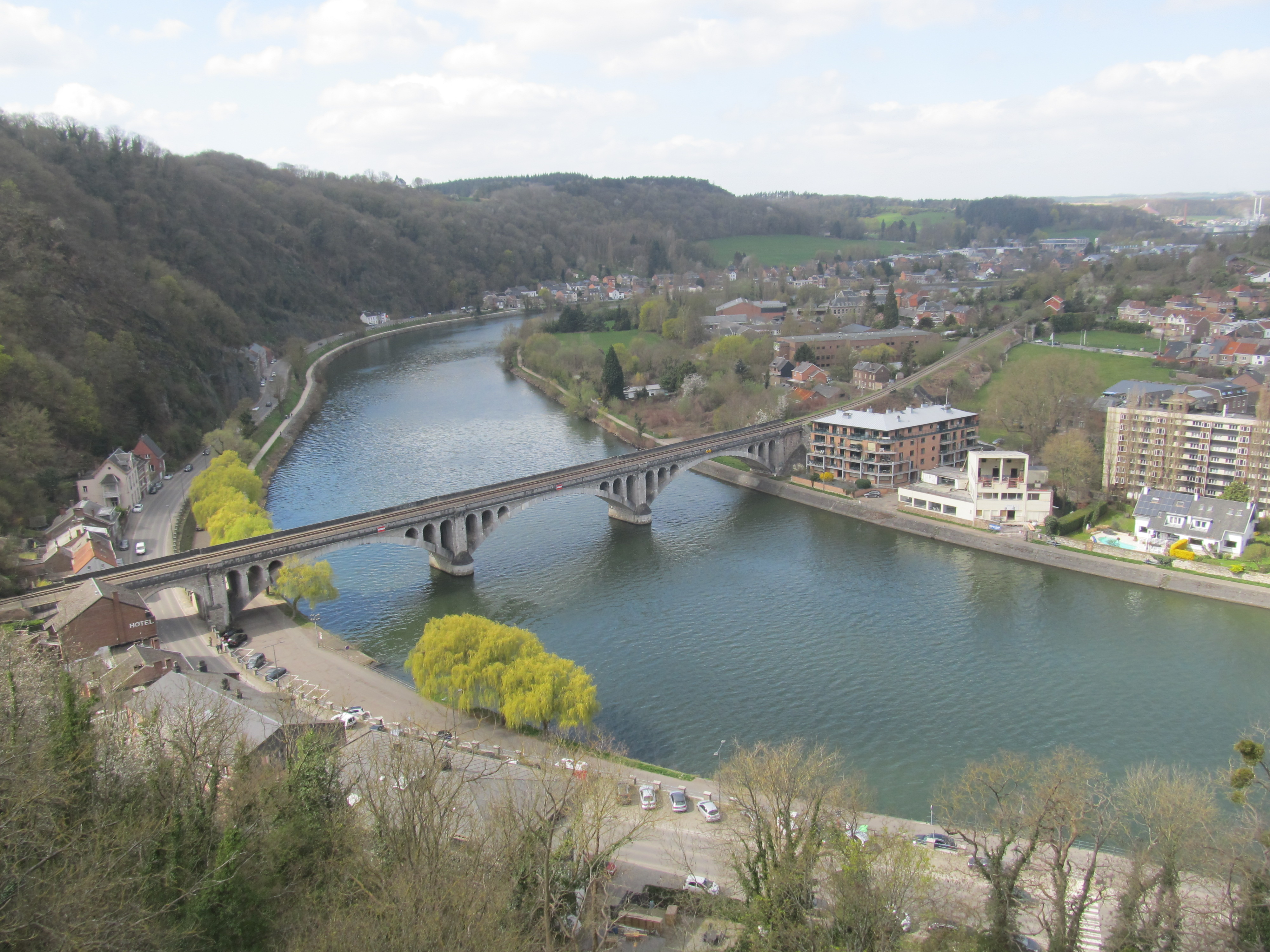
Podul Pont de Fer peste Meuse și linia continuând spre Statte.

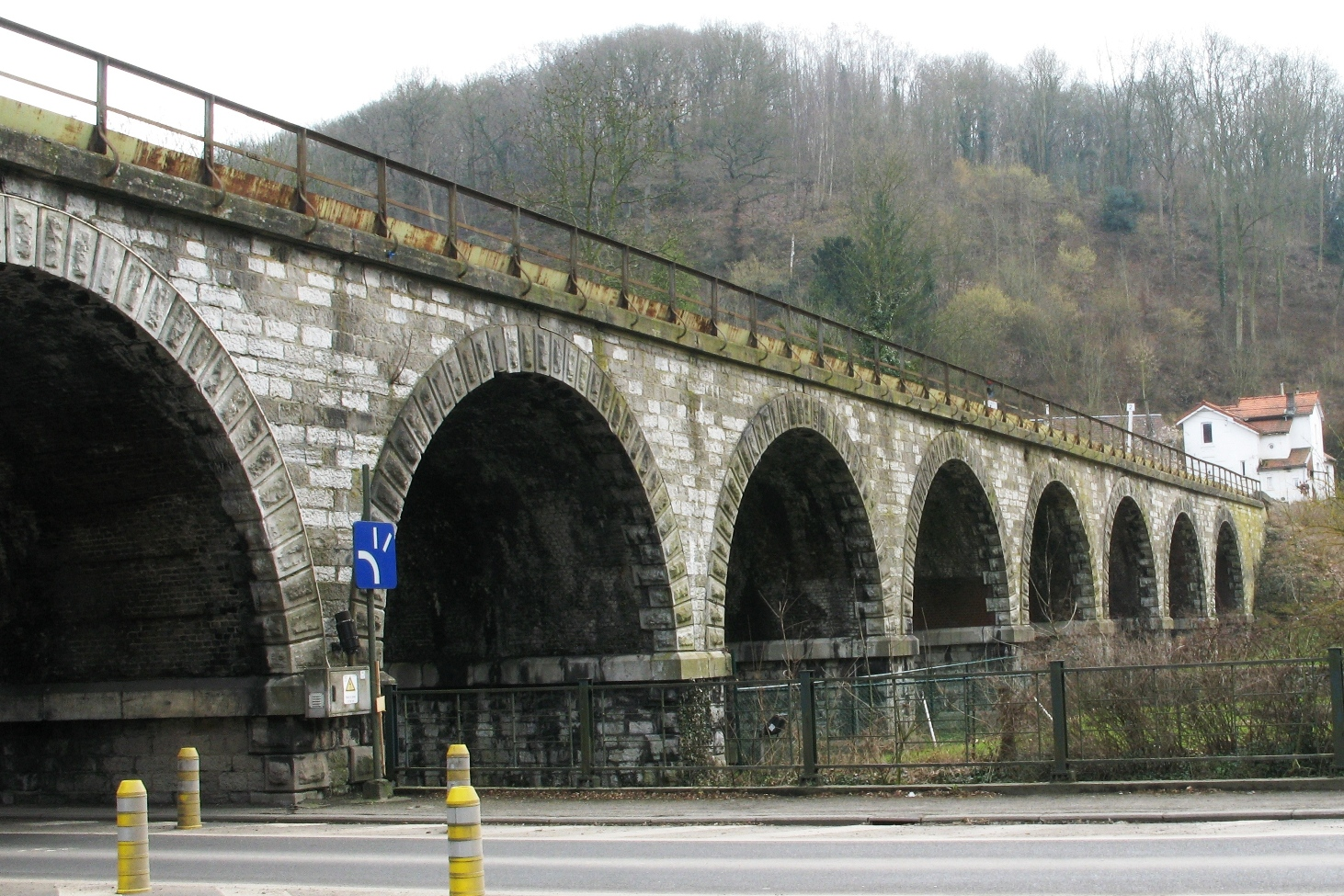
Viaductul Chinet peste valea râului Hoyoux.

Linia 126 a fost o cale ferată din Regiunea Valonă a Belgiei care făcea legătura între Statte, cartier al orașului Huy, și Ciney, traversând regiunea Condroz de-a lungul văilor râurilor Hoyoux și Bocq.
Gara Statte a fost aleasă ca nod feroviar între linia 125 Liège – Namur și linia 126 din cauza poziției nefavorabile a gării Huy, aproape de centrul orașului și înconjurată de coline. Împreună cu linia 127 Landen – Statte, linia 126 era parte a așa-numitei legături secundare „Hesbaye–Condroz” (Landen – Huy – Ciney), care intersecta la Statte linia principală 125, construită de Compagnie du Nord - Belge.
Linia deservea și centrul orașului Huy, traversând Meuse pe podul denumit Pont de Fer și unind cele două maluri, care dispuneau fiecare de o gară proprie: Huy-Saint Hilaire pe malul stâng și  Huy-Sud pe malul drept.
Linia avea o lungime de aproximativ 41 km și se îndepărta de valea fluviului Meuse prin intermediul a două tuneluri, Huy-Sud și Duresse, apoi urma valea râului Hoyoux, șerpuind între acesta și actualul drum național N641. Porțiunea până la Marchin era presărată cu numeroase fabrici și uzine. Singura care mai funcționează în prezent este oțelăria Delloye-Mathieu, cumpărată de actualul proprietar, ArcelorMittal, prin intermediul Cockerill-Sambre. Astfel, deși circulația regulată pe linia 126 a trenurilor de călători a fost sistată în 1962, un trafic feroviar de marfă redus ca intensitate subzistă și în prezent între Statte și atelierele Delloye-Matthieu. Viteza de circulație a garniturilor de marfă pe această secțiune este limitată la 40 km/h. Linia este deținută și întreținută de întreprinderea de stat Infrabel, care este gestionarul rețelei feroviare din Belgia.
După Marchin, linia parcurgea un al treilea tunel și traversa teritoriile comunelor Modave, Clavier, Havelange și Hamois, înainte de a se racorda la Ciney cu linia către Luxemburg. Pe toată distanța între Marchin și Ciney, linia 126 a fost desființată din teren și reconvertită într-o pistă de biciclete a rețelei RAVeL.
Calea ferată 126 era simplă și neelectrificată, prevăzută cu mai multe linii de evitare pentru a permite trecerea a două trenuri din sensuri opuse. Totuși, lucrările de artă de pe secțiunea Statte - Huy Sud au fost construite la gabarit de cale dublă, însă linia nu a fost niciodată dublată.

## Istoric
Concesiunea pentru construcția liniei a fost încredințată, pe 15 ianuarie 1863, companiei „Hesbaye Condroz”, care a inaugurat secțiunea Statte – Modave pe 10 iunie 1872. Această secțiune a intrat imediat în exploatare. După aceea, compania a construit linia 127, inaugurată în 1875, iar în final secțiunea Modave – Ciney a liniei 126, deschisă pe 1 februarie 1877. În 1900, statul belgian a răscumpărat infrastructura de la concesionar.
În anii 1910, statul a luat în considerare ideea de a utiliza linia pentru trenurile de marfă foarte grele care veneau de pe linia spre Luxemburg. În acest caz, mai multe porțiuni ale liniei 126 ar fi trebuit reconstruite complet, iar o cale ferată nouă trebuia construită între Marloie și Modave. Acest proiect a fost abandonat după Primul Război Mondial.
La sfârșitul războiului, podul Pont de Fer (în română Podul de Fier), dinamitat în august 1914 pentru a încetini invazia germană, a fost reconstruit în piatră și prevăzut cu gabarit pentru cale dublă. Suplimentar, podul a fost dotat cu două trotuare, din care doar cel de pe partea stângă, pe sensul de mers spre Ciney, poate fi folosit în prezent de către pietoni pentru a traversa Meuse.
Precum pe multe alte căi ferate secundare din Belgia, traficul de persoane al liniei 126 a scăzut dramatic la începutul anilor '60. Pe 11 noiembrie 1962, serviciul de călători pe secția Huy-Sud – Ciney a fost desființat, iar traficul transferat pe rețeaua rutieră, prin intermediul autobuzelor. Serviciul de călători pe secția Statte – Huy-Sud a fost desființat și el pe 29 septembrie 1963. Odată cu declinul industrial al zonei, traficul de marfă al liniei a început și el să fie închis progresiv. Prima secție desființată a fost Marchin – Clavier, în 1965, apoi, pe măsură ce racordurile au fost închise, în 1975 a fost închisă și întreaga secțiune sudică a liniei.
La fel ca în cazul liniilor 127 și 128, infrastructura de bază nu a fost dezafectată imediat, ci conservată o perioadă cu titlul de infrastructură strategică, fiind considerată o centură feroviară a orașului Namur. În această perioadă, armata a asigurat o întreținere minimală a liniei.
Gările de pe traseu au fost vândute și reamenajate, un exemplu fiind cea din Hamois, transformată într-un restaurant având o anexă constituită dintr-un vagon BD mixt (clasa a II-a și furgon) de tip K1.

## Pista de biciclete 126
În 1995, guvernul valon a înscris programul RAVeL în declarația sa de politică regională. Programul prevede crearea unei rețele de „căi lente” pentru cicliști și pietoni, propunând ca trasee fostele drumuri de halaj și terasamentele liniilor de cale ferată dezafectate. În octombrie 1995, la Profondeville, ministrul valon al Amenajării Teritoriului, Michel Lebrun, a lansat oficial programul RAVeL.
În 1997, SNCB și Regiunea Valonă au semnat un contract-cadru prin care 1000 de kilometri de foste linii secundare au fost concesionate pentru o durată de 99 de ani, în scopul implementării programului RAVeL.
Pe 14 august 2007 a fost emis certificatul de urbanism pentru proiectul „« La Traversine » Ciney – Havelange – Uzinele TDM de la Marchin”, de transformare a secțiunii Ciney–Marchin în pistă de biciclete a rețelei RAVeL. Construcția pistei a fost adjudecată la începutul lui septembrie 2007, pentru o sumă de 1.266.399 de euro. Lucrările au fost executate între anii 2008-2010. Pista de biciclete poartă același număr ca vechea linie de cale ferată, 126.
Secțiunea de cale ferată Huy–Marchin nu a fost inclusă în acest proiect și există în continuare în teren. Ea este parcursă în mod neregulat de trenuri de marfă înspre și dinspre oțelăria ArcelorMittal.

## Linia de autobuz 126
Traseul fostei linii de cale ferată 126 este deservit în prezent de liniile de autobuz 126a și 126b ale regionalei TEC Namur - Luxembourg a operatorului valon de transport în comun OTW. Linia 126a asigură legătura între stațiile Huy (Gară) și Havelange (Depou), iar linia 126b între stațiile Havelange (Depou) și Ciney (Autogară).

## Galerie de imagini

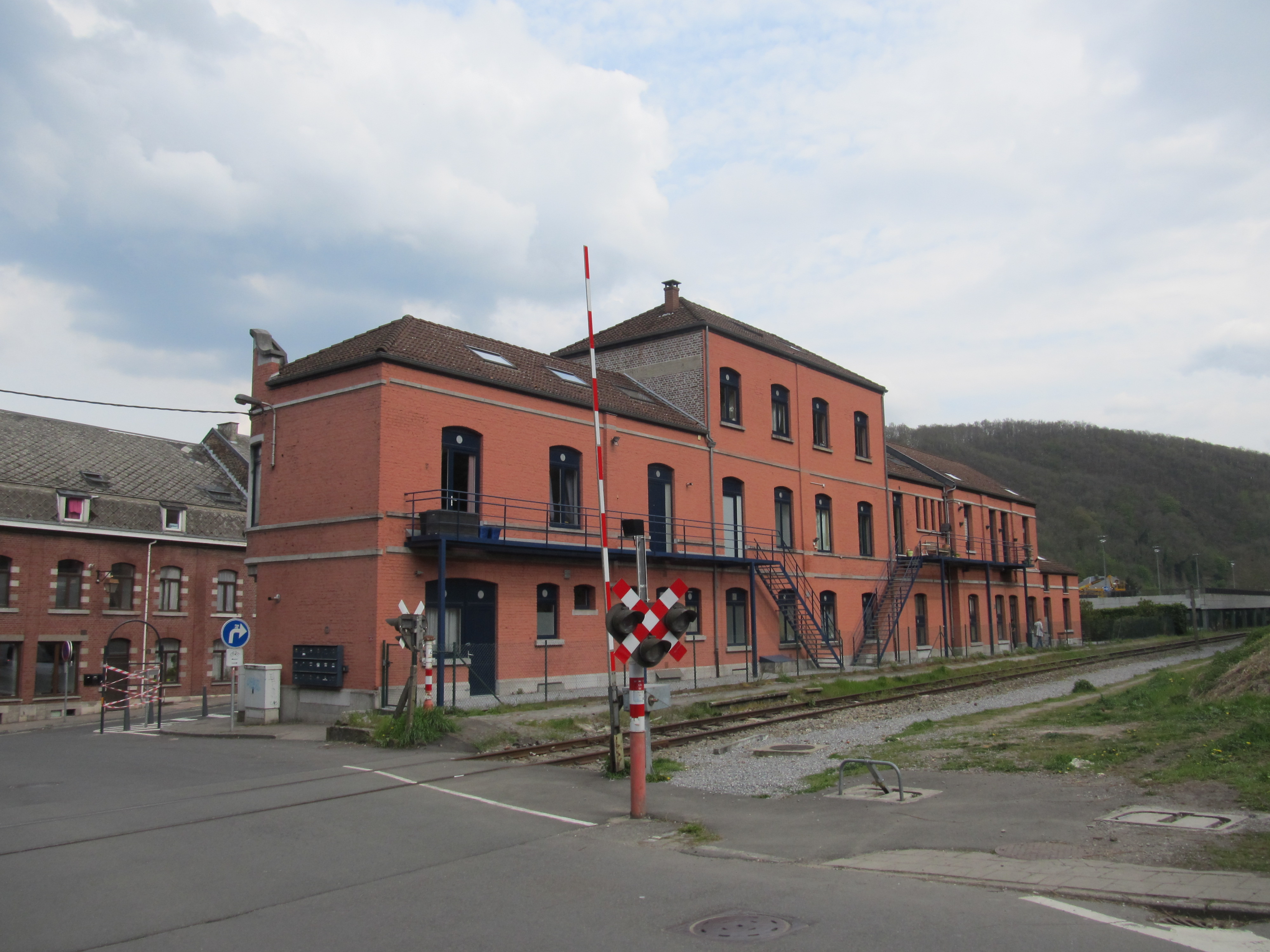
Gara Huy-Sud
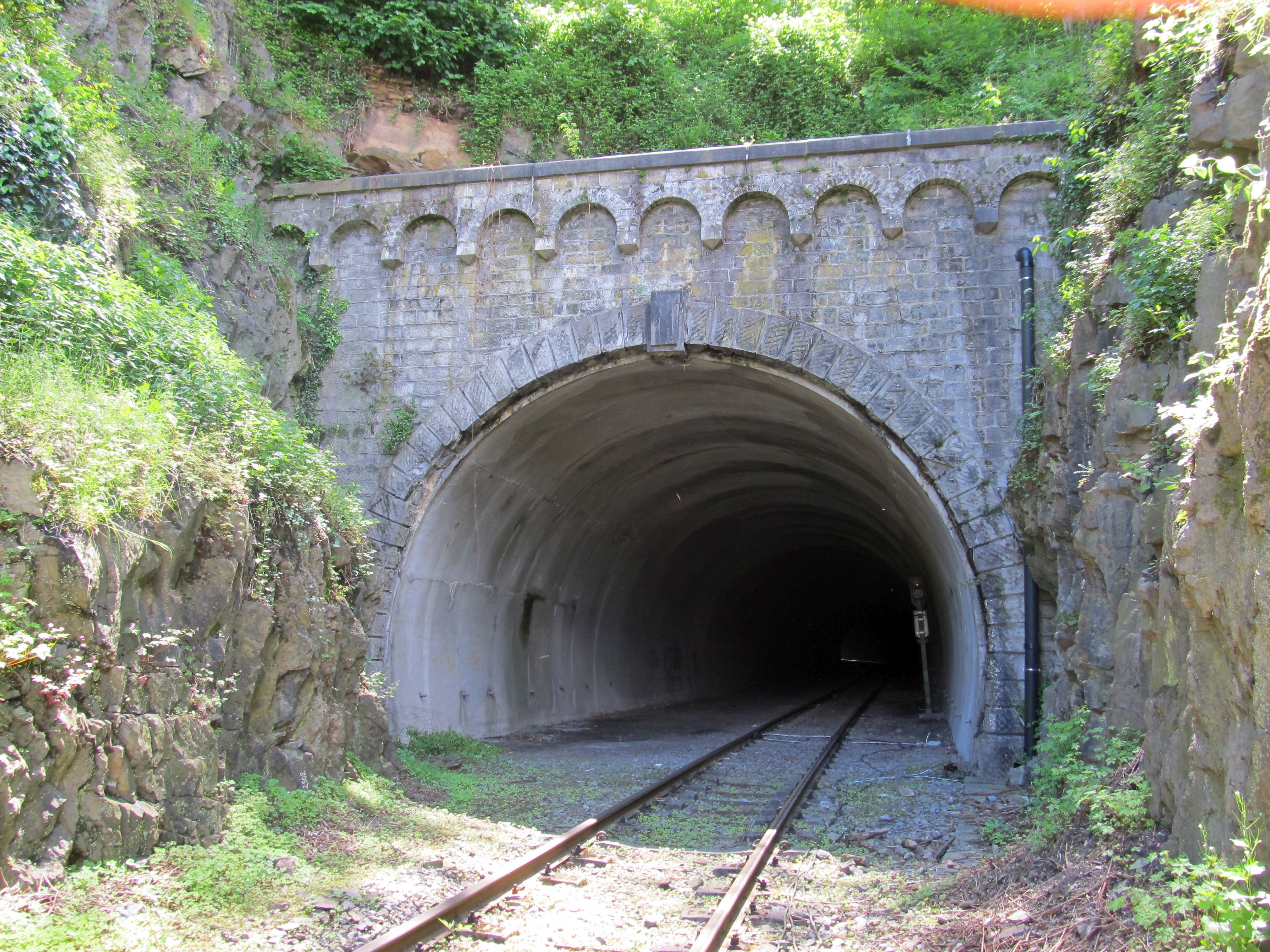
Tunelul Duresse
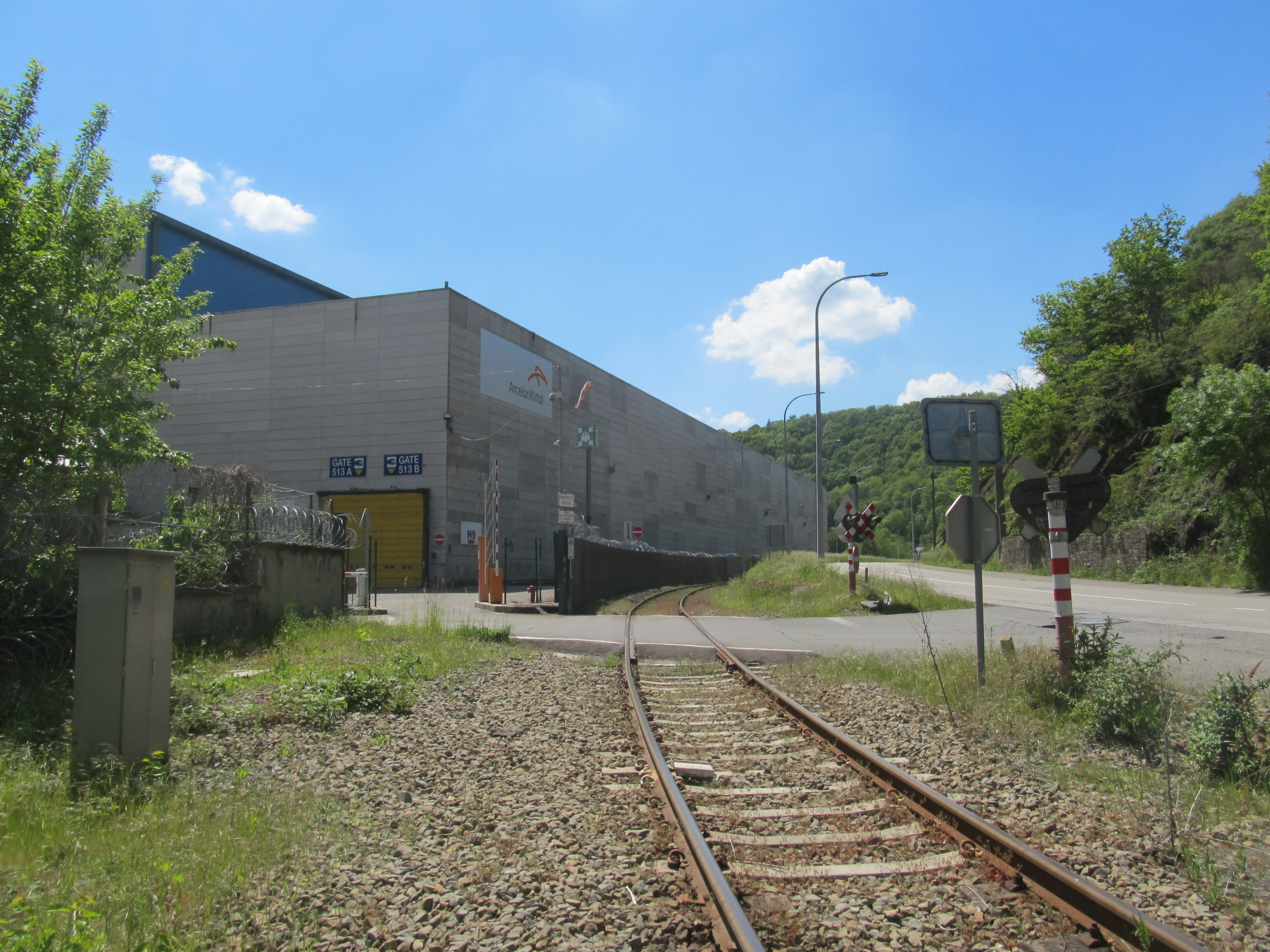
Linia la Marchin, lângă oțelăria ArcelorMittal
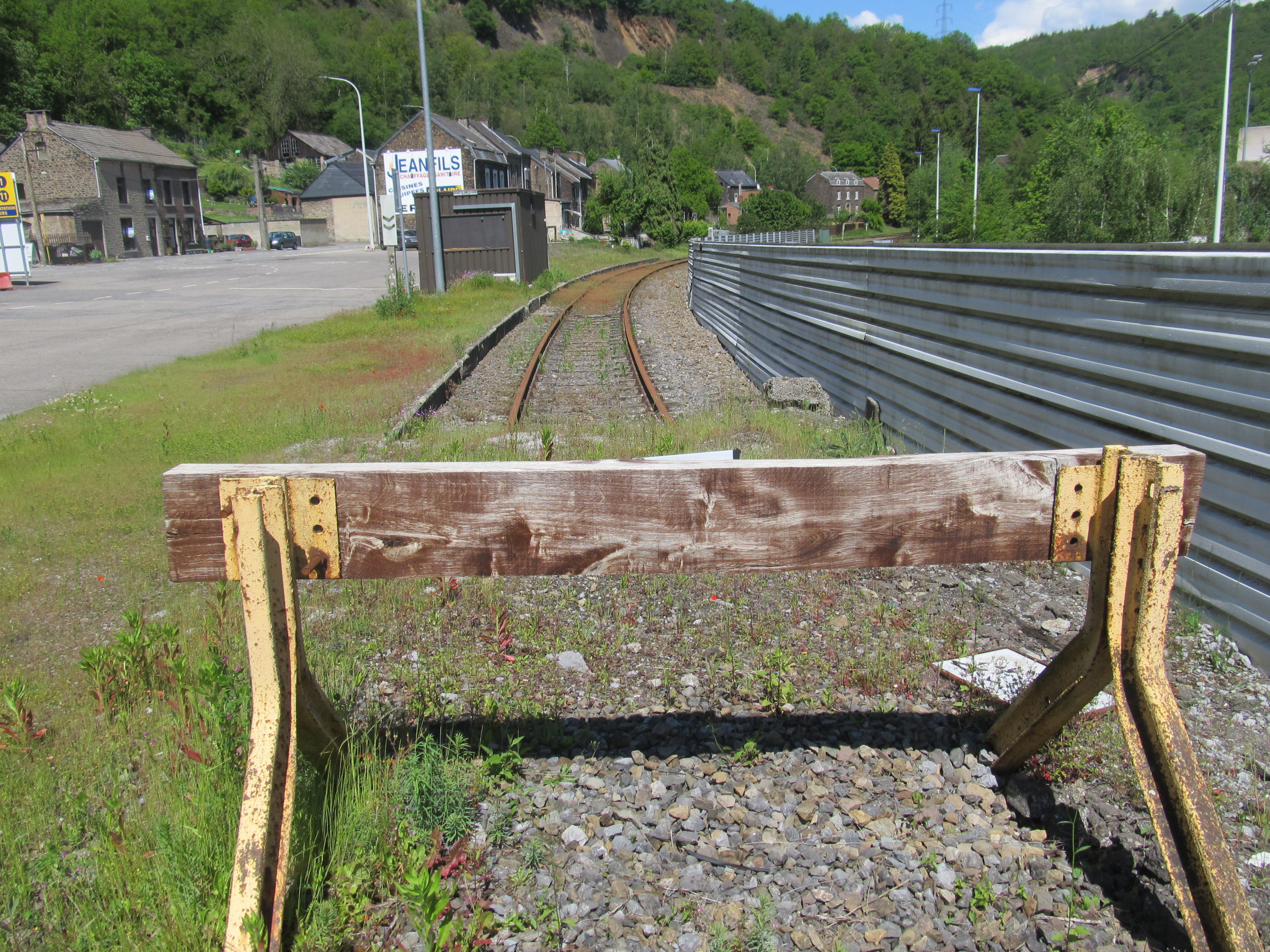
Capătul liniei la Marchin. Mai departe, linia a fost convertită în pistă de biciclete
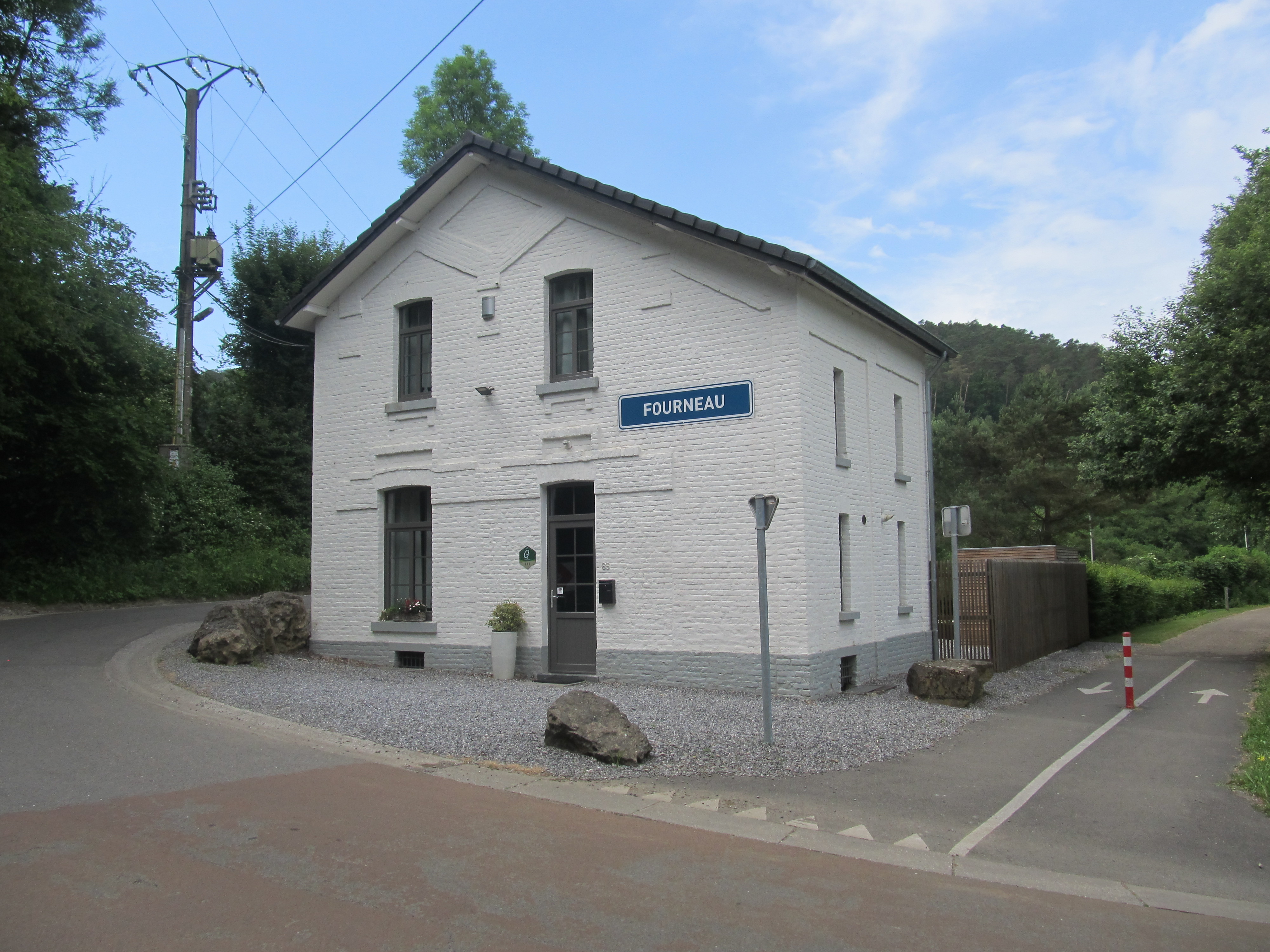
Halta Fourneau și pista de biciclete pe fostul traseu al liniei
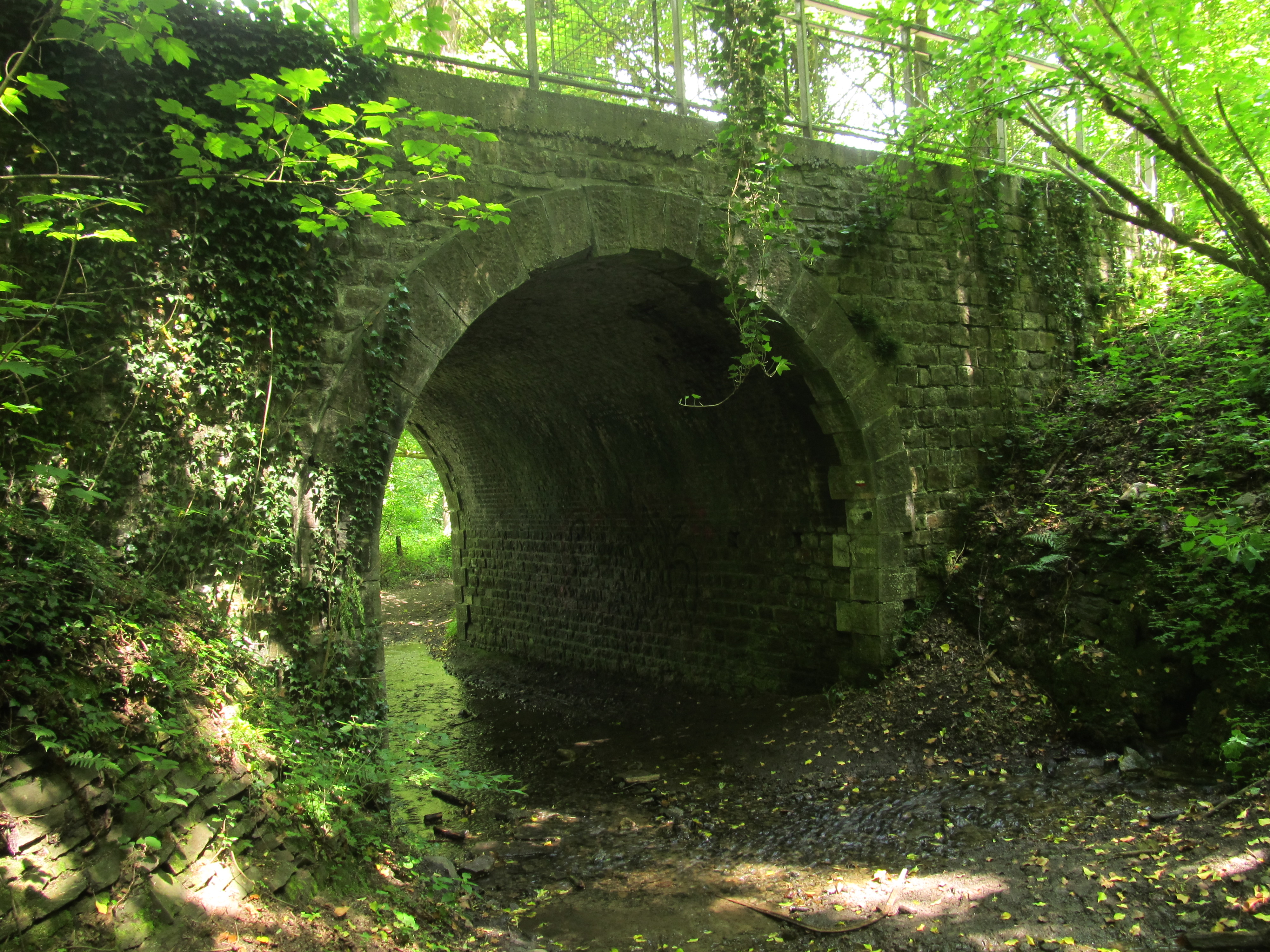
Pod în apropiere de gara Barse
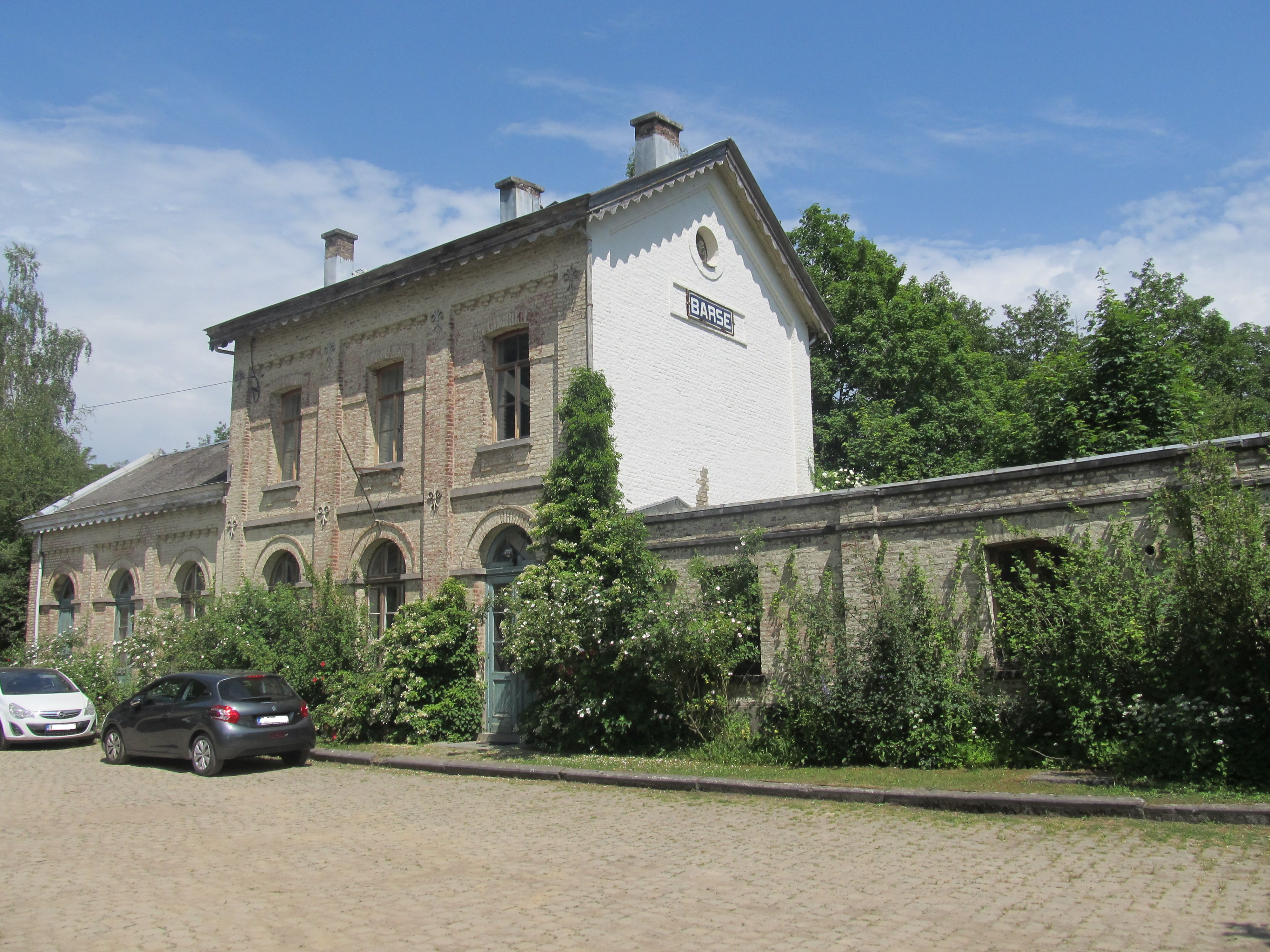
Gara Barse
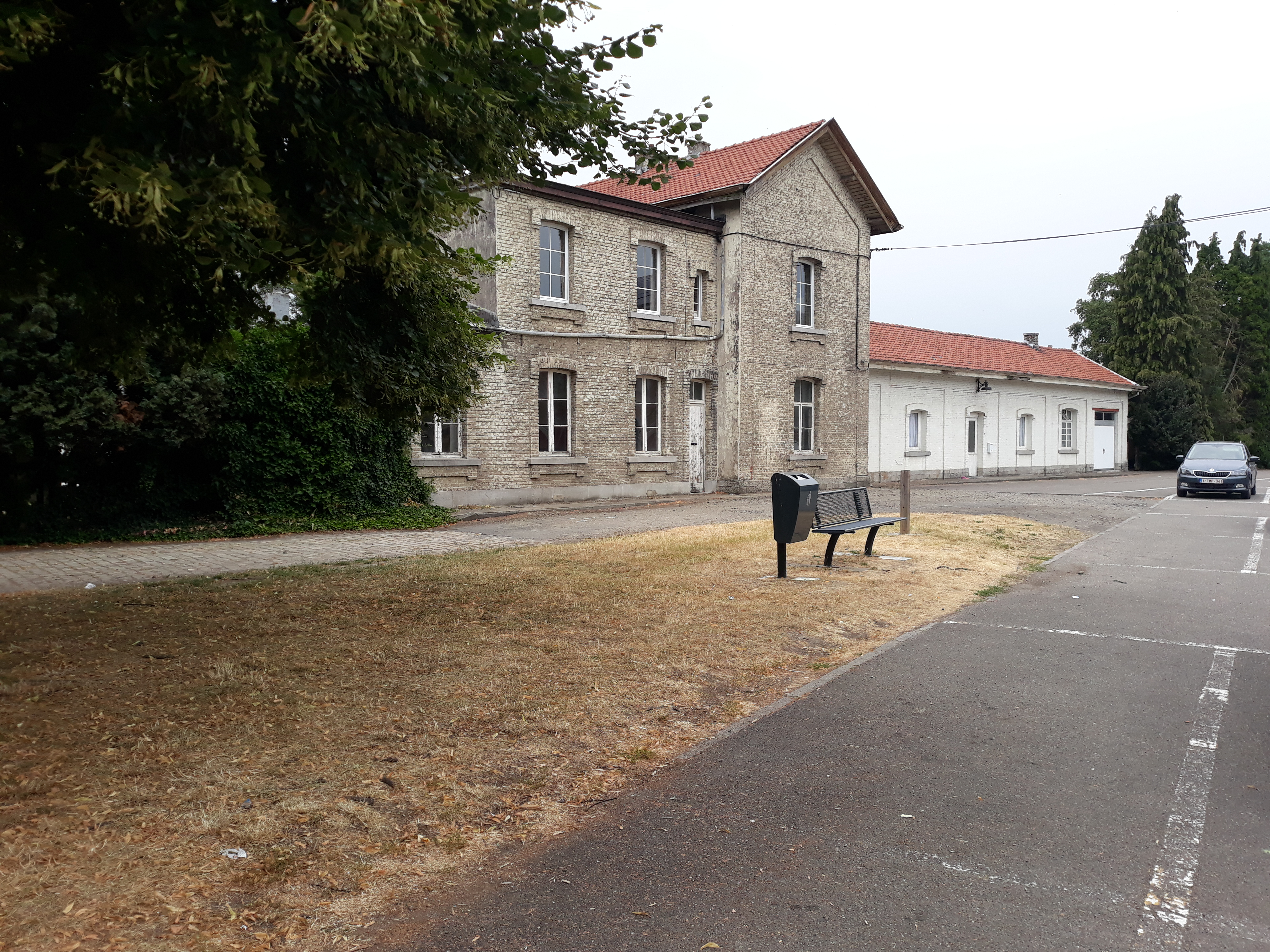
Gara Clavier